# Unterweißenbach (Górna Austria)
Unterweißenbach – gmina targowa w Austrii, w kraju związkowym Górna Austria, w powiecie Freistadt. Liczy ok. 2,3 tys. mieszkańców.